# Indianapolis International Airport
Indianapolis International Airport (IATA: IND, ICAO: KIND) is een luchthaven die elf kilometer ten zuidwesten van Indianapolis ligt, in Marion County, Indiana. Indianapolis Airport Authority is eigenaar van de luchthaven, die momenteel wordt onderhouden door BAA Limited. De luchthaven is de grootste in de staat en is een grote hub voor FedEx. De faciliteit beslaat een oppervlakte van ongeveer 31 km² in Indianapolis.
Sinds 2006 is het de enige commerciële luchthaven in de Verenigde Staten die compleet wordt onderhouden door een private firma. Niettemin loopt er momenteel een procedure voor beëindiging van het managementcontract omdat BAA er zelf voor koos om het contract niet te verlengen.